# کاویان (فلاورجان)
کاویان، روستایی از توابع بخش مرکزی شهرستان فلاورجان در استان اصفهان ایران است.

## جمعیت
این روستا در دهستان اشترجان قرار دارد و براساس سرشماری مرکز آمار ایران در سال ۱۳۸۵، جمعیت آن ۱،۴۷۳ نفر (۴۹۵خانوار) بوده‌است.
زبان مردمان کاویان فارسی است. این روستا از دو بخش که یکی روستای اصلی است و دیگری قلعه شریف است که در گویش محلی به اختصار به آن قلعه می‌گویند. در جایی که اکنون تکیه بانو در آن قرار دارد.
این روستا در همسایگی روستاهای مهرنجان، نرگان و طاد و اشترجان می‌باشد